# Os tabulaire
Les os tabulaires sont une paire d'os plats de forme triangulaires situé le long du bord arrière du crâne et qui forment des structures pointues appelées cornes tabulaires chez les Teleostomi primitifs.